# Mike Epps

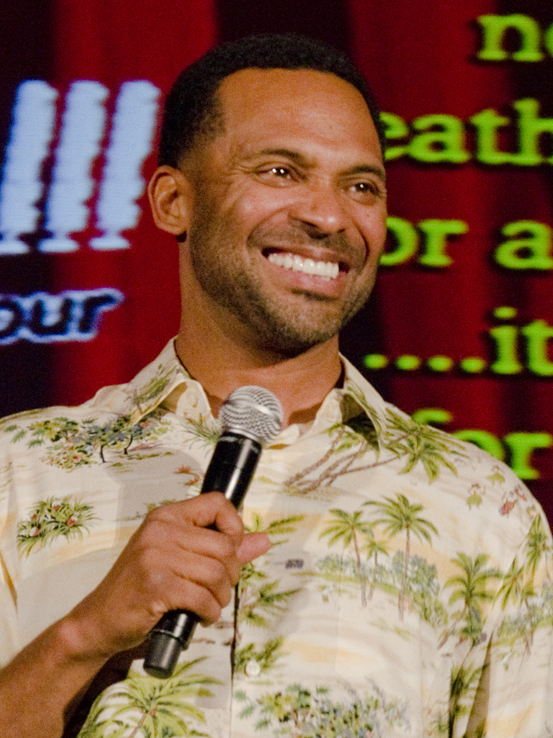
Mike Epps (2013)

Michael Elliot „Mike“ Epps (* 18. November 1970 in Indianapolis) ist ein US-amerikanischer Schauspieler, Komiker und Rapper. International bekannt wurde er durch die Rolle Day-Day im Film Next Friday, in dem er an der Seite des Rappers Ice Cube spielt.

## Leben
Epps pendelte in seiner Kindheit zwischen Crenshaw und Gary hin und her. Während er in Crenshaw zusammen mit sieben Geschwistern und seiner Mutter aufwuchs, wurde er in Gary von seinen Großeltern aufgezogen. Als Jugendlicher verbrachte er nach einem „Streich“ mit Sekundenkleber vier Monate in einem Jugendgefängnis. In der Schule war Epps als Klassenclown bekannt.
Seit Juli 2006 ist er mit Michelle McCain verheiratet, befindet sich derzeit aber in einem Vaterschaftsstreit um ein im Jahr 2007 geborenes Kind einer Frau aus Georgia.

## Karriere
Die Karriere als Stand-Up Comedian begann er, als er an einem Comedy-Wettbewerb in Indiana teilnahm. Der Clubbesitzer empfahl Epps, nach New York zu gehen, wo er seine Fähigkeiten im Comedy Act Theater verbessern sollte. Er folgte dem Rat und zog im Alter von 21 Jahren in die Stadt an der Ostküste.
Erstmals auf sich aufmerksam machte er in einer Folge der Fernsehserie Die Sopranos, in der er als Jerome auftrat. Im selben Jahr lernte er den Rapper Ice Cube bei einem Casting für den Film Next Friday kennen, der ihn anstatt von Chris Tucker (der abgesagt hatte) für die Rolle des Day-Day engagierte. Dies war Epps erste größere Rolle in einem Film und bedeutete für ihn den Durchbruch. 2001 war er Synchronsprecher beim Film Dr. Dolittle 2 und spielte auch im Film So High mit. Ein Jahr danach war er in der Fortsetzung von Next Friday, Friday After Next, wieder in der Rolle des Day-Day zu sehen. Später war er auch an dem Film Fighting Temptations (2003) mit Cuba Gooding junior und Beyoncé Knowles beteiligt und spielte im Film Resident Evil: Apocalypse (2004) die Rolle des L.J. In der Fortsetzung des Films, Resident Evil: Extinction (2007), war er ebenfalls mit dabei. Einen kurzen Auftritt hatte er auch in Hancock in der kurzen Sequenz während des Abspanns als Gangster.
Auf der 2011 erschienenen EP Hell: The Sequel von Bad Meets Evil singt Epps den Refrain von I’m On Everything.

## Filmografie (Auswahl)
- 1997: Strays – Lebe Dein Leben (Strays)
- 1999: Die Sopranos (The Sopranos, Fernsehserie, Folge 1x02)
- 2000: Next Friday
- 2000: Bait – Fette Beute (Bait)
- 2001: Dr. Dolittle 2 (Synchronstimme)
- 2001: So High (How High)
- 2002: Friday After Next
- 2002: All About the Money (All About The Benjamins)
- 2003: Malibu’s Most Wanted (Cameo-Auftritt)
- 2003: Fighting Temptations (The Fighting Temptations)
- 2004: Resident Evil: Apocalypse
- 2005: Guess Who – Meine Tochter kriegst du nicht! (Guess Who)
- 2005: Honeymooners (The Honeymooners)
- 2005: Roll Bounce
- 2006: Neue Liebe, neues Glück (Something New)
- 2007: Resident Evil: Extinction
- 2007: Talk to Me
- 2007: The Grand
- 2008: Willkommen zu Hause, Roscoe Jenkins (Welcome Home, Roscoe Jenkins)
- 2008: Hancock
- 2008: Soul Men
- 2009: Lieferung mit Hindernissen (Next Day Air)
- 2009: Hangover (The Hangover)
- 2009: Janky Promoters
- 2010: Faster
- 2012: Mac & Devin Go to High School
- 2013: Hangover 3 (The Hangover: Part III)
- 2014: School Dance
- 2015: Bessie (Fernsehfilm)
- 2016: Fifty Shades of Black
- 2016: Nina
- 2016: Meet the Blacks
- 2016: Term Life – Mörderischer Wettlauf (Term Life)
- 2017: Star (Fernsehserie, Gastrolle)
- 2018: Acts of Violence
- 2018: Death Wish
- 2018: Love Jacked
- 2019: The Last Black Man in San Francisco
- 2019: Troop Zero
- 2019: The Cat and the Moon
- 2019: Dolemite Is My Name
- 2021: The House Next Door: Meet the Blacks 2
- 2022: On the Come Up
- 2023: Young. Wild. Free.
- 2024: Madame Web